# Bertie Carvel
Robert Hugh "Bertie" Carvel, född 6 september 1977 i London, är en brittisk skådespelare.
Carvel har bland annat medverkat i TV-serierna Doctor Foster och Kommissarie Dalgliesh där han spelat kommissarie Dalgliesh. Han har även medverkat i filmen The Tragedy of Macbeth.

## Filmografi (i urval)
- 2015 – Jonathan Strange & Mr Norrell (TV-serie)
- 2015–2017 – Doctor Foster (TV-serie)
- 2021 – The Tragedy of Macbeth
- 2021–2023 – Kommissarie Dalgliesh (TV-serie)
- 2025 – A Knight of the Seven Kingdoms (TV-serie)
- 2027 – Harry Potter (TV-serie)